# Soisalo
Soisalo Finnország legnagyobb szigete, egyben Európa legnagyobb tavi szigete. A Kelet-Finnország nevű tartomány részét képezi, 6 tó alkotja a sziget határait. Nem egyenletes a felszíne, 6 métert is eléri a határoló állóvizek közötti szintkülönbség. A sziget teljes területe 1638 négyzetkilométer.
Négy település osztozik a sziget területén: Heinävesi, Leppävirta, Varkaus és Kuopio.